# Fanny Brate
Fanny Brate (születési neve: Fanny Ingeborg Matilda Ekbom)  (Stockholm, 1861. február 26. – Stockholm, 1940. április 24.) svéd festőművésznő. Festményei Carl Larsson családi idilleket ábrázoló képeire hatottak.

## Élete
Édesapja Bernadotte Károly svéd királyi herceg szolgálatában állt. Fanny a Klara Strombergs Leányiskolában tanult 1868 és 1877 között. 1879-ben felvették a Királyi Szépművészeti Akadémiára, 1885-ben fejezte be tanulmányait. Ugyanabban az évben a Konstvanner festményét Királyi éremmel díjazták.
1887-ben Párizsba utazott tanulmányútra a Francia Képzőművészeti Akadémia támogatásával. Járt Németországban, Dániában, Norvégiában, Angliában, Ausztriában és Olaszországban. Idillikus enteriőröket, életképeket, csendéletet és főleg portrékat festett. 
Legjobb festménye, a Namnsdag (Névnap) a Svéd Nemzeti Múzeumban látható. Gyermekkönyveket is illusztrált. 1887-ben férjhez ment Erik Brate nyelvészhez és rúnakutatóhoz. Házasságkötése után abbahagyta a festést, de művészet- és művészpártoló tevékenységét tovább folytatta. 1891-ben tagja lett a Svéd művészeket támogató egyletnek  (Svenska Konstnärernas Förening). 
1892-ben Münchenben vett részt a Nemzetközi Képzőművészeti Kiállításon. 1897-ben Stockholmban, 1990-ben  Berlinben állított ki. 1901-ben újra Münchenben volt jelen a Nemzetközi Képzőművészeti Kiállításon. 1904-ben a Saint Louis-ban rendezett világkiállításon bronzéremmel díjazták a Nyckelharpspelare képét. Festményei szerepeltek a Balti Szalonon is 1914-ben.  

## Galéria

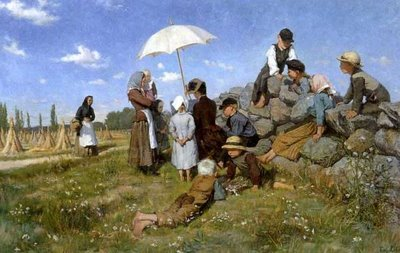
A művészet barátai
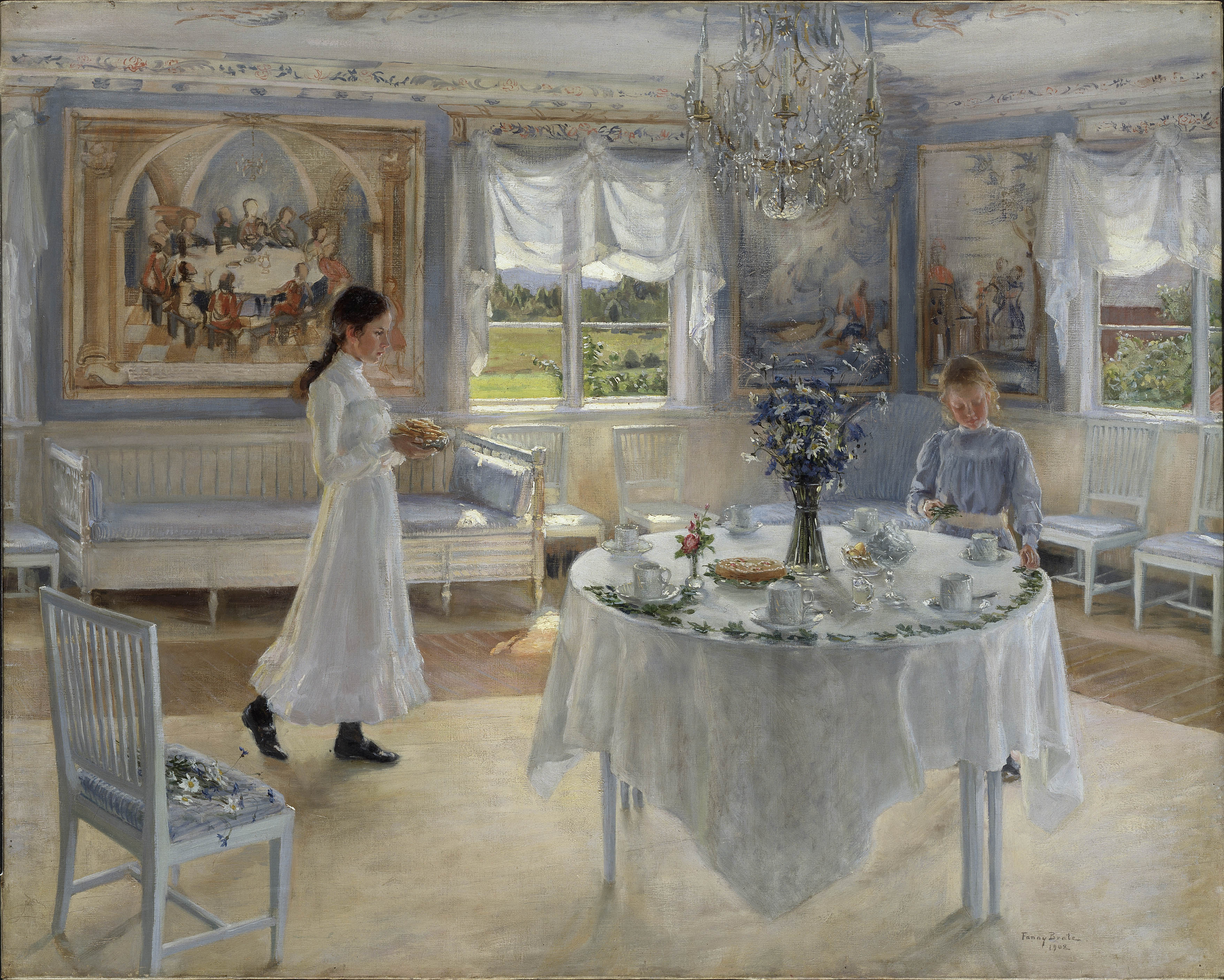
Névnap
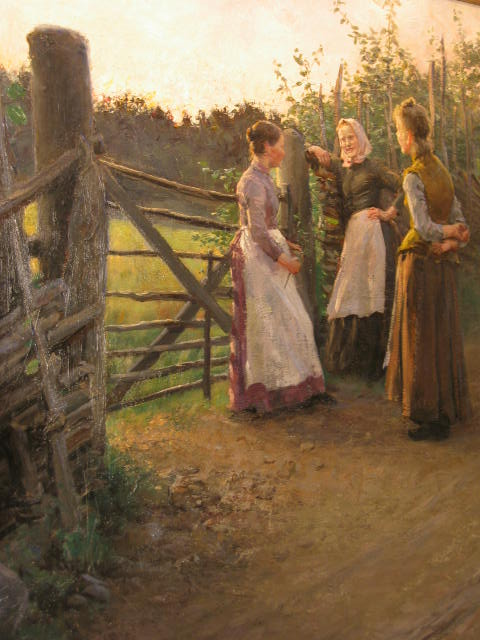
Ráérő, csevegő lányok